# Warmed Omari
Warmed Omari (Bandraboua, 23 aprile 2000) è un calciatore francese naturalizzato comoriano, difensore dell'Amburgo, in prestito dal Rennes.

## Caratteristiche tecniche
È un difensore centrale.

## Carriera

### Club
Cresciuto nel settore giovanile del Rennes, debutta fra in prima squadra il 15 agosto 2021 in occasione dell'incontro di Ligue 1 pareggiato 1-1 contro il Brest.
Il 30 agosto 2024 viene ceduto in prestito all'Olympique Lione.

### Nazionale
Nel 2022 ha giocato 2 partite con la nazionale francese Under-21.
Successivamente decide di rappresentare le Comore, nazionale delle sue origini, da cui viene convocato per la prima volta nell'agosto 2024.

## Statistiche
Statistiche aggiornate al 22 settembre 2021.
| Stagione        | Squadra         | Campionato      | Campionato | Campionato | Coppe nazionali | Coppe nazionali | Coppe nazionali | Coppe continentali | Coppe continentali | Coppe continentali | Altre coppe | Altre coppe | Altre coppe | Totale | Totale |
| Stagione        | Squadra         | Comp            | Pres       | Reti       | Comp            | Pres            | Reti            | Comp               | Pres               | Reti               | Comp        | Pres        | Reti        | Pres   | Reti   |
| --------------- | --------------- | --------------- | ---------- | ---------- | --------------- | --------------- | --------------- | ------------------ | ------------------ | ------------------ | ----------- | ----------- | ----------- | ------ | ------ |
| 2018-2019       | Rennes 2        | N3              | 2          | 0          |                 | -               | -               |                    | -                  | -                  |             | -           | -           | 2      | 0      |
| 2019-2020       | Rennes 2        | N3              | 14         | 0          |                 | -               | -               |                    | -                  | -                  |             | -           | -           | 14     | 0      |
| 2020-2021       | Rennes 2        | N3              | 3          | 0          |                 | -               | -               |                    | -                  | -                  |             | -           | -           | 3      | 0      |
| 2021-2022       | Rennes          | L1              | 5          | 0          | CF              | 0               | 0               | UECL               | 0                  | 0                  |             | -           | -           | 5      | 0      |
| Totale carriera | Totale carriera | Totale carriera | 24         | 0          |                 | 0               | 0               |                    | -                  | -                  |             | -           | -           | 24     | 0      |